# 卡斯滕·利希特莱因
卡斯滕·利希特莱因（德語：Carsten Lichtlein，1980年11月4日—），德国男子手球运动员。他曾代表德国国家队参加五届世界男子手球锦标赛，其中2007年世锦赛获得冠军，2003年世锦赛获得亚军。